# 毛日峰
毛日峰（1954年—），江西上饶人，汉族，中华人民共和国政治人物、全国人民代表大会湖北地区代表。
加入中国共产党。担任华中电网公司党组书记。2008年起担任全国人大代表。2013年，担任全国人大代表。